# David Lombán
David Rodríguez Lombán (Avilés, 5 de junho de 1987) é um futebolista profissional espanhol que atua como zagueiro.

## Carreira
David Lombán começou a carreira no Valencia CF.

## Títulos
- Copa del Rey: 2007–08[2][3]